# Nachal Chotem
Nachal Chotem (hebrejsky: נחל חטם) je krátké vádí v severním Izraeli, na jihozápadním okraji pohoří Karmel a v pobřežní nížině.
Začíná v nadmořské výšce necelých 100 metrů nad mořem, nedaleko severního okraje města Binjamina, na jižním okraji turisticky využívané výšiny Ramat ha-Nadiv. Odtud vádí směřuje prudkým klesáním skrz vrch Chotem ha-Karmel a okolo skalního stupně Cukej Chotem k jihu, do pobřežní nížiny. V ní ústí zprava do toku Nachal Taninim.